# サッカースルプスカ共和国代表
サッカースルプスカ共和国代表（サッカースルプスカきょうわこくだいひょう）はスルプスカ共和国のサッカーのナショナルチーム。国際サッカー連盟 (FIFA) に加盟していないため、FIFAワールドカップに出場することはできない。